# Ekenis
Ekenis (dänisch: Egenæs) ist ein Dorf im Kreis Schleswig-Flensburg in Schleswig-Holstein. Seit dem 1. März 2013 gehört die ehemals eigenständige Gemeinde Ekenis – mit Bicken (Bikum), Boknis (Bognæs), Ekenisfeld, Ekenislund (Egenæslund), Pageroe (Paverød) und Wattlück (Vadlyk) – als Ortsteil zur Gemeinde Boren.

## Geographie
Ekenis liegt in Angeln an der Schlei. Der Ortsteil Ekenis, ein typisches Runddorf, ist der Ortskern. Der Ortsname bedeutet Spitze des Eichenwalds. Die Ekenisser Ländereien weisen auch heute noch Waldanteil aus, der größte Teil der Moorflächen wurde jedoch in Weideland umgeformt.

## Geschichte
Ekenis wurde 1352 erstmals erwähnt. Da Ekenis im Erdbuch von 1231 des dänischen Königs Waldemar nicht verzeichnet ist, vermutet man, dass seine Gründung in der zweiten Hälfte des 13. Jahrhunderts erfolgte. Fundstätten von Flintdolchen, Flintspitzen sowie mehrerer Hünengräber aus der Jungsteinzeit und der Bronzezeit zeugen von einer Besiedelung aus dieser Zeit. Weiterhin sind Urnengräber aus der römischen Kaiserzeit (1. bis 3. Jh.) und Reste einer eiszeitlichen Siedlung gefunden worden. Anhand der Flurnamen wird angenommen, dass der Ort durch jütische Bauern gegründet wurde.
Im Ortsteil Pageroe gab es Reste einer mittelalterlichen Burg. Margarethe von Dänemark hatte die Burg 1406 gekauft und ließ sie anschließend abtragen.

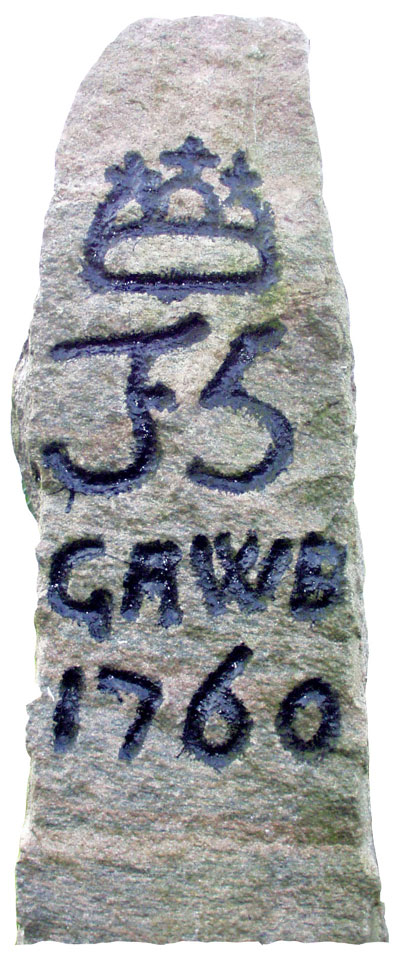
Inschrift eines Jagdsteins

Für die Jagd scheinen Ekenis und seine Nachbargemeinden auch von Bedeutung gewesen zu sein, gab es doch königliche Jagdbezirke, deren Grenzsteine, die sogenannten Jagdsteine, noch heute in der Region zu finden sind. Die meisten der etwa zwei Meter aus dem Boden ragenden Steine zeigen eine Königskrone, darunter die Inschrift F 5 für König Friedrich V. darunter G.A. für Gottorf Amt und die Buchstaben WB für Wildbahn. Zum Schluss folgt die Jahreszahl 1760. Zwei der Steine tragen unter der Krone die Inschrift C 7 für König Christian VII. und die Jahreszahl 1800, bei ihnen fehlen die Buchstaben GAWB. Die Schönheit der Natur in Pageroe, das für seine herrlichen Wälder und seine malerische Lage berühmt sei, wird in der Erzählung Le Malencontreux, ou Mémoires d'un émigré der Schriftstellerin Félicité de Genlis aus dem Jahr 1802 beschrieben.
Die ehemalige Grundschule beheimatet heute einen Kindergarten.
1997 wurde das „Dörpshuus Ekenis“ eingeweiht. Eine ehemalige landwirtschaftlich genutzte Scheune war mit viel Eigenleistung zu zwei kleinen Wohnungen, einem Versammlungsraum und einem Feuerwehrhaus umgebaut worden.
Der Name Ekenis bedeutet etwa Landvorsprung bei den Eichen, zurückgehend auf dän. næs, dt. nis für Nase, Landvorsprung und altdän. ek, neudän. eg, niededt. eek für Eiche. Ekenislund geht auf dän. lund für Gehölz, Hain, Lichtung zurück. Wattlück wurde 1854 schriftlich dokumentiert und geht auf das dänische løkke (mdän.  lyk) für Koppel und vad (nd. watt) für eine Furt oder Übergangsstelle zurück. Der Ortsname Bicken (im 19. Jh. auch Bickum) geht auf altdän. *Bækkium als Dativ-Pluralis-Form mit Übergang von /æ/ zu /i/ zu adän. bæk zurück und bedeutet zu den Bächen.

## Wappen
Blasonierung: „In Blau eine goldene Spitze, darin ein grünes, leicht schräglinks gestelltes Eichenblatt, belegt mit drei silbernen Eicheln.“
Die erste Ansiedlung erfolgte auf einer flachen, mit Eichen bestandenen Landzunge (heute Dorfkern und „Kattsund“), umgeben von Wiesen- und Sumpfgelände, das seinerzeit während der meisten Zeit des Jahres überflutet war. Die goldene Spitze in Blau im Wappen steht für die von Wasser und Sumpf umgebene Landzunge und gleichzeitig für die Endung „nis“ im Ortsnamen, die als Landzunge/Halbinsel (dänisch næs) zu verstehen ist. Das Eichenblatt dient als Hinweis für den Eichenbestand vor der Besiedlung, deutet auf den Teil des Ortsnamens „Eke“ (= „Eiche“) hin und erinnert an die Friedenseiche im Ortsmittelpunkt vor dem Kindergarten. Die drei Eicheln stehen für die Wohnstätten (Katensiedlungen) Wattlück, Ekenisfeld und Bicken. Die schleswigschen Farben Gold-Blau stehen für die Zugehörigkeit zum Kreis Schleswig-Flensburg.

## Wirtschaft
Ekenis ist vor allem landwirtschaftlich geprägt.

## Naturerlebnisraum Moostoft
Der Naturerlebnisraum Moostoft ist ein im Laufe der Jahrtausende nach der letzten Eiszeit langsam aufgewachsenes und verlandetes Toteisloch, das sich zu Beginn des 20. Jahrhunderts als moorige und moosbesiedelte Feuchtwiese präsentierte, war rigoros entwässert worden und wurde seit dem Ende des Zweiten Weltkrieges als Weide für Rinder und Pferde genutzt, - ein ideales Gelände für die Renaturierung und Neuentwicklung verschiedener Feuchtbiotope.
Im Herbst 1996 wurde im Rahmen der Dorferneuerung mit den ersten Arbeiten begonnen.
Ein kleiner, langsam fließender Bach, drei unterschiedlich ausgeprägte Teiche, eine alte Torfkuhle als Demonstrationsprojekt sowie zwei Schilfbeete als biologische Abwasserreinigungs-Anlagen sind zu den Kernelementen zu zählen.
Am 25. Januar 2000 wurde die Anlage vom Ministerium für Umwelt, Natur und Forsten als 20. Naturerlebnisraum des Landes Schleswig-Holstein anerkannt.

## Persönlichkeiten
- Erasmus Danielsen (* 1743 in Ekenis; † 1809 in Kiel), Rektor der Kieler Gelehrtenschule
- Georg Reimer (* 7. Februar 1882 in Ekenis; † 13. Februar 1959 in Aukrug), Lehrer und Heimatforscher, begründete mit seiner „Geschichte des Aukrugs“ die Auffassung vom Aukrug als geschlossenem Siedlungsbereich